# St. Paulus (Maulburg)

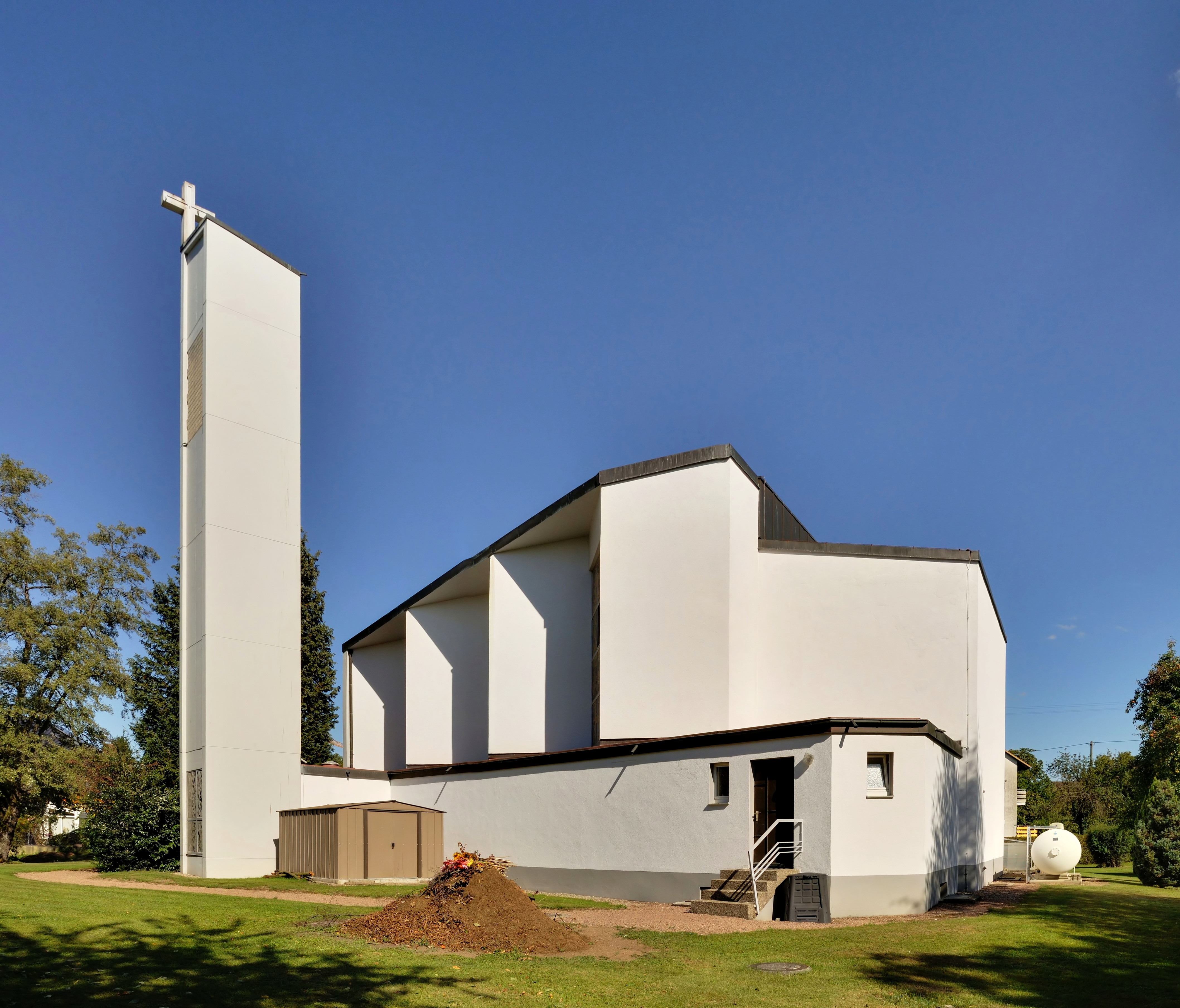
St. Paulus

St. Paulus in der Gemeinde Maulburg im Wiesental im Landkreis Lörrach in Baden-Württemberg ist eine Mitte der 1960er Jahre errichtete römisch-katholische Filialkirche.

## Geschichte
Das in den Jahren 1965 bis 1966 erbaute Gotteshaus wurde vom Lörracher Architekten Josef Ebert entworfen. Die Benedizierung fand am 19. Januar 1967 statt, die Konsekrierung nahm am 16. Mai 1971 der Freiburger Weihbischof Karl Gnädinger vor. Wegen maroder Elektrik ist die Kirche seit Herbst 2022 geschlossen, deshalb und wegen zahlreicher weiterer Bauschäden soll sie profaniert werden. Diese Entwidmung erfolgte im Juni 2024.

## Beschreibung
Der Kirche vorgelagert ist ein kleiner Vorplatz. Das gesamte Grundstück befindet sich in einem zentralen Wohngebiet Maulburgs. Der Hauptbau der Kirche hat als Grundriss ein unregelmäßiges Sechseck. Zur Seite des Kirchenraums hin sind die Seitenwände mehrfach eingeknickt und haben große Fensterfronten, die von dem Konstanzer Künstler Maximilian Bartosz gestaltet wurden. Die großen Aluminiumportale schuf Alfred Riedel aus Freiburg.  Der freistehende Glockenturm mit quadratischem Grundriss ist über einen Verbindungsbau mit dem Hauptbau verbunden. Der Turm ist mit einem Pultdach abgeschlossen und trägt an seiner Spitze ein Kreuz.
Im Inneren der Kirche ist eine Holzdecke eingelassen, die sich dem sehr flachen Satteldach anpasst. Der Altar im leicht eingezogenen Chor besteht aus einem grauen Kalksteinblock, der auf einem massiven Block ruht. Altarkreuz und Tabernakel wurden von F. Spintzik gestaltet. Über dem Altar dominiert eine große Christusfigur. Links vom Altar befindet sich ein Ambo, rechts eine Madonnenstatue mit Kind.

### Glocken und Orgel

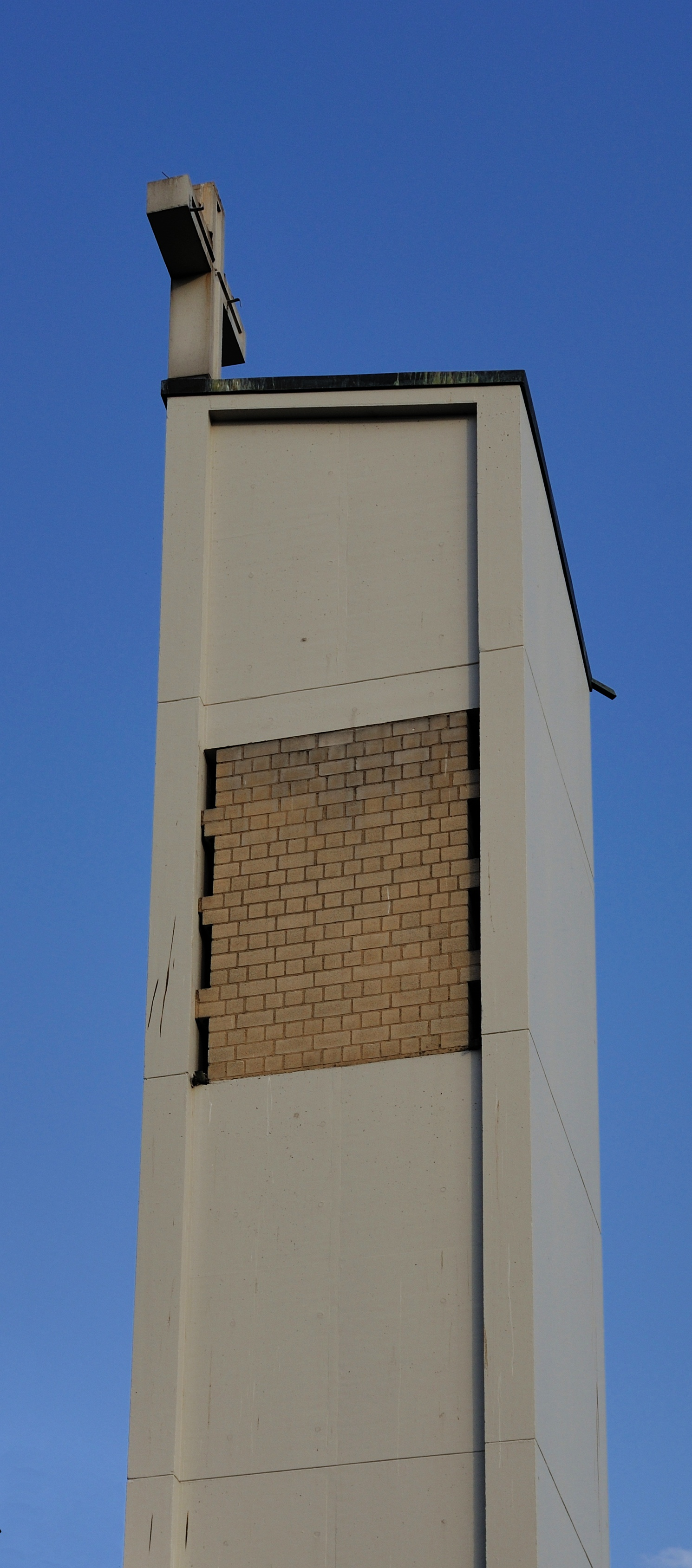
Glockenturm

Das dreistimmige Bronzegeläut setzt sich wie folgt zusammen:
| Name           | Schlagton | Gussjahr | Gießerei                   |
| Paulusglocke   | d′′       | 1975     | Glockengießerei Heidelberg |
| Johannesglocke | e′′       | 1975     | Glockengießerei Heidelberg |
| Hedwigglocke   | g′′       | 1975     | Glockengießerei Heidelberg |

Die 1947 von Xaver Mönch erbaute Orgel kam 1971 in die Pauluskirche und wurde im Jahr der Überführung von derselben Werkstatt überholt. Das Instrument mit Membranladen sowie mit pneumatischer Spiel- und Registertraktur besitzt zwei Manuale, ein Pedal und 19 Register.